# Porțile Vechiului Oraș Ierusalim

Porțile: 1. Jaffa; 2. Sion; 3. Dung / Poarta Silwanului; 4. Poarta Aurie (zidită); 5. Poarta Leilor; 6. Poarta lui Irod; 7. Damasc; 8. Poarta Nouă

Acest articol enumeră porțile Orașului Vechi al Ierusalimului (ebraică שערי ירושלים). Porțile sunt vizibile pe majoritatea hărților vechi ale Ierusalimului în ultimii 1.500 de ani.
În diferite perioade, zidurile orașului au urmat contururi diferite și au avut un număr diferit de porți. În timpul erei cruciadelor Regatul Ierusalimului (1099-1291), cetatea Ierusalim avea patru porți, câte una de fiecare parte . 
Zidurile actuale ale Orașului Vechi din Ierusalim au fost construite de Suleiman Magnificul, care le-a furnizat șapte porți: au fost construite șase porți noi, iar poarta de aur mai veche și sigilată anterior a fost redeschisă (pentru a fi sigilată din nou după câțiva ani). Cele șapte porți din vremea lui Suleiman erau: Poarta Damascului; Poarta Aurie; Poarta lui Irod; Poarta Jaffa; Poarta Leilor; Poarta Silwan (cunoscută și sub numele de poarta Mughrabi, iar acum sub numele de Poarta Bălegar sau Șaar Ha'Așpot); și Poarta Sionului.
Odată cu re-sigilarea Porții Aurii care a devenit temelie la o poartă falsă cu arcă dublă, după ce sultanul a ordonat plasarea unor morminte, care apoi au devenit cimitir musulman, care ar preveni ca un suveran din viitor să sape poarta originală, numărul porților operaționale a fost readus la șapte cu adăugarea Porții Noi în 1887.
Până în 1887, fiecare poartă a fost închisă înainte de asfințit și deschisă la răsărit. 

## Listă
Cele șapte porți din vremea lui Suleiman erau: Poarta Damascului; Poarta Aurie; Poarta lui Irod; Poarta Jaffa; Poarta Leilor; Poarta Silwan (cunoscută și sub numele de poarta Mughrabi, iar acum sub numele de poarta de bălegar); și Poarta Sionului. Odată cu re-sigilarea Porții Aurii, numărul porților operaționale a fost readus la șapte cu adăugare a Poarta Nouă în 1887.
| Română                                                       | Ebraică                                      | Arabă                                                 | Nume Alternative | Anul Construcției                 | Locație                         | Stare    | Imagine |
| ------------------------------------------------------------ | -------------------------------------------- | ----------------------------------------------------- | --- | --------------------------------- | ------------------------------- | -------- | ------- |
| Poarta Estică                                                | Șaar Haramim שער הרחמים                      | Bab Al-Dhahabi / al-Zahabi, "Poarta Aurie" باب الذهبي | O poartă dublă, sigilată ultima dată în 1541. În arabă, de asemenea, cunoscută sub numele de Poarta Vieții Beșnice. În arabă fiecare ușă are propriul nume: - Poarta Milostivirii, Bab Al-Rahma (XV) – ușa de Sud - Poarta pocăinței, Bab Al-Taubah (XV) – ușa de Nord | Secolul 6                         | Treimea nordică a părții de Est | Sigilată |         |
| Poarta Damascului                                            | Șaar Șâchem (Porta din Spate) שער שכם        | Bab Al-Amoud باب العمود                               | Șaar Damesek, Poarta Nablus, Poarta Stâlpului | 1537                              | Mijlocul zidului nordic         | Deschisă |         |
| Poarta lui Irod                                              | Șaar HaPerachim (Poarta Florilor) שער הפרחים | Bab Al-Sahira باب الساهرة                             | Șaar Hordos, Poarta Florilor, Poarta Oilor | 1537; extinsă foarte mult în 1875 | Partea de Est a zidului nordic  | Deschisă |         |
| Poarta De Bălegar / Poarta Silwan (Siloam) / Poarta Maghrabi | Șaar HaAșpot שער האשפות                      | Bab Al-Maghariba باب المغاربة                         | Poarta lui Silwan, Șaar HaMugrabim | 1538–40                           | Partea de Est a Zidului Sudic   | Deschisă |         |
| Poarta Leilor                                                | Șaar HaArayot שער האריות                     | Bab Al-Asbatt باب الأسباط                             | Poarta lui Yehoșafat, Poarta Sfântului Ștefan, Poarta Triburilor, Bab Sittna Maryam (inkt, "Poarta Sfintei Maria") | 1538–39                           | Partea Nordic a Zidului Estic   | Deschisă |         |
| Poarta Jaffa                                                 | Șaar Iafo שער יפו                            | Bab Al-Khalil باب الخليل                              | Poarta Altarului de rugăciune al lui David, Porta David. | 1530–40                           | Mijlocul Zidului de Vest        | Deschisă |         |
| Poarta Sionului                                              | Șaar Țion שער ציון                           | Bab Al-Nabi Da ' Oud باب النبي داود                   | Poarta către Cartierul Evreiesc | 1540                              | Mijlocul Zidului Sudic          | Deschisă |         |
| Poarta Nouă                                                  | HaȘaar HeHadaș (Parta Prospătă) השער החדש    | Al-Bab al-Jedid الباب الجديد                          | Poarta lui Hammid | 1887                              | Partea de Vest a Zidului Nordic | Deschisă |         |

## Porțile anterioare
O intrare mai mică, cunoscută popular ca Poarta Tăbăcarilor,  a fost deschis pentru vizitatori după ce a fost descoperită și Desigilată în timpul săpăturilor din anii 1990. 
Porțile istorice sigilate, altele decât poarta de aur, cuprind trei care sunt cel puțin parțial păstrate (Poarta Simplă, Poarta Triplă și Poarta Dublă din Zidul Sudic), cu alte câteva porți descoperite de arheologi, dintre care rămân doar urme (așa-numita poartă a Esenienilor pe Muntele Sionului, poarta palatului regal al lui Irod la sud de citadelă, și rămășițele vagi ale ceea ce exploratorii din secolul al XIX-lea au identificat ca Poarta Înmormântărilor (Bab al-Jana'iz) sau a lui Al-Buraq (Bab Al-Buraq) la sud de Poarta Estică).
| Română                | Ebraică                        | Arabă | Nume Alternative | Anul Construcției | Locație                             | Stare    | Imagine |
| --------------------- | ------------------------------ | ----- | --- | ----------------- | ----------------------------------- | -------- | ------- |
| "Poarta Tăbăcarilor"  | Șaar HaBursekaim שער הבורסקאים |       | | Secolul 12        | Partea de Est a Zidului Sudic       | Deschisă |         |
| Poarta Excavatoarelor |                                |       | Poarta De Excavare. (Poarta de Est a principalului Umayyad Palatul, atribuit Califul Al-Walid I (705–715). Distrus de cutremur în jurul anului 749, zidit când a fost construit zidul Otoman( 1537-41), redeschis și reconstruit de arheologii conduși de Benjamin Mazar și Meir Ben-Dov în 1968.) | 705–715, 1968     | Zidul de la sud de Moscheea Al-Aqsa | Deschis  |         |
| Poarta Unică          |                                |       | Această poartă a dus la zona subterană a Muntele Templului cunoscut ca Grajdurile lui Solomon | Perioada irodiană | Zidul sudic din Muntele Templului   | Sigilat  |         |
| Porțile Chulda        | Sha ' ale Chulda שערי חולדה    |       | Două porți: - Poarta triplă, deoarece cuprinde trei arcade. De asemenea, cunoscut sub numele de Bab an-Nabi ("poarta Profetului Muhammad") - Poarta dublă, două arcade, parțial ascunse de vedere de către clădirea medievală                                                                      | Perioada irodiană | Zidul sudic din Muntele Templului   | Sigilat  |         |